# Taets van Amerongen

Wapen van de familie Taets van Amerongen (1814)

Taets van Amerongen (ook: Taets van Amerongen tot/van Natewisch, Taets van Amerongen van Renswoude en Taets van Amerongen tot/van Woudenberg) is een oud adellijk, Stichts geslacht waarvan leden sinds 1814 tot de Nederlandse adel behoren.

## Geschiedenis
De oudst bekende voorvader van dit geslacht was Eerst Taets, schepen van Wijk bij Duurstede, die overleed in 1411 of 1412. Nakomelingen van zijn zoon hadden zitting in het bestuur van de stad Utrecht. Diens achter-achterkleinzoon Ernst (–1540) had zitting in de Ridderschap van Utrecht. Vanaf 1690 kwamen de verschillende takken in het bezit van respectievelijk het goed Natewisch (door huwelijk);  vanaf 1679 Renswoude (en daarna eeuwenlang bewoner van Kasteel Renswoude); en vanaf 1791 Woudenberg.
Leden van de takken Schalkwijk, Woudenberg en Renswoude werden in 1814 benoemd in de ridderschap van Utrecht en gingen daarmee behoren tot de Nederlandse adel. Vanaf 1822 werden leden en afstammelingen erkend te behoren tot de Nederlandse adel met de titel baron. De drie zonen van Gerard L.M. Taets van Amerongen van Natewisch (1762-1807) werden erkend te behoren tot de Nederlandse adel met de titel baron. Een van hen stierf kinderloos. De andere twee takken stierven uit in 1954, respectievelijk 2010.
Een lid van de familie, Jan Taets van Amerongen (geboren Veth), verkreeg bij Koninklijk Besluit in 1984 naamswijziging in de naam van zijn moeder, C.J. barones Taets van Amerongen (1918-2010). Overgang van de adellijke titel werd hem echter door de minister geweigerd. Jan Taets van Amerongen richtte daarna de Werkgroep Adel en Familierecht op om te protesteren tegen het beleid van de regering om adeldom niet in de vrouwelijke lijn te laten overgaan. Hoewel de motie om adeldom in de vrouwelijke lijn te laten overgaan een meerderheid in de Tweede Kamer verkreeg en de Commissie Gelijke Behandeling de weigering van de minister als ongeoorloofde discriminatie aanduidde (MvT TK, 27 074, 5; overerving adeldom in de vrouwelijke lijn), is tot op heden overgang van adeldom via de vrouwelijke lijn niet mogelijk, met uitzondering van de koninklijke familie.

## Wapen
Volgens het Besluit van de Hoge Raad van Adel van 19 november 2003 (tot wapenverbetering): "In zilver een rode dwarsbalk. Een aanziende helm; wrong en dekkleden zilver en rood; helmteken een vrouwenborstbeeld van natuurlijke kleur met lang haar, gekleed volgens het schild; schildhouders twee eenhoorns van zilver. Het geheel geplaatst op een gouden arabesk."

## Enkele telgen

### Oudste generaties

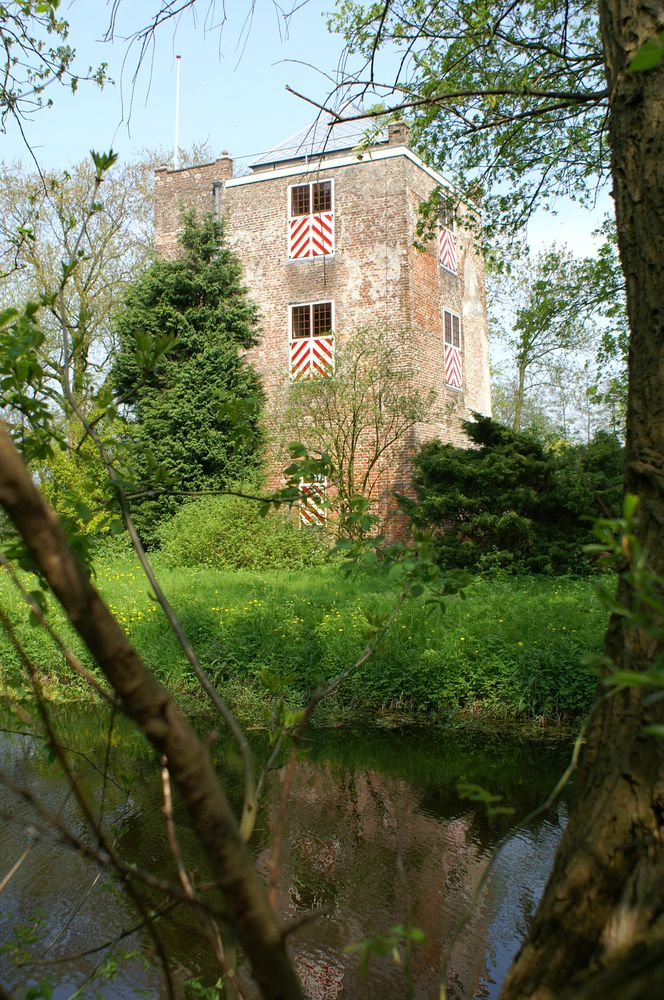
Natewisch

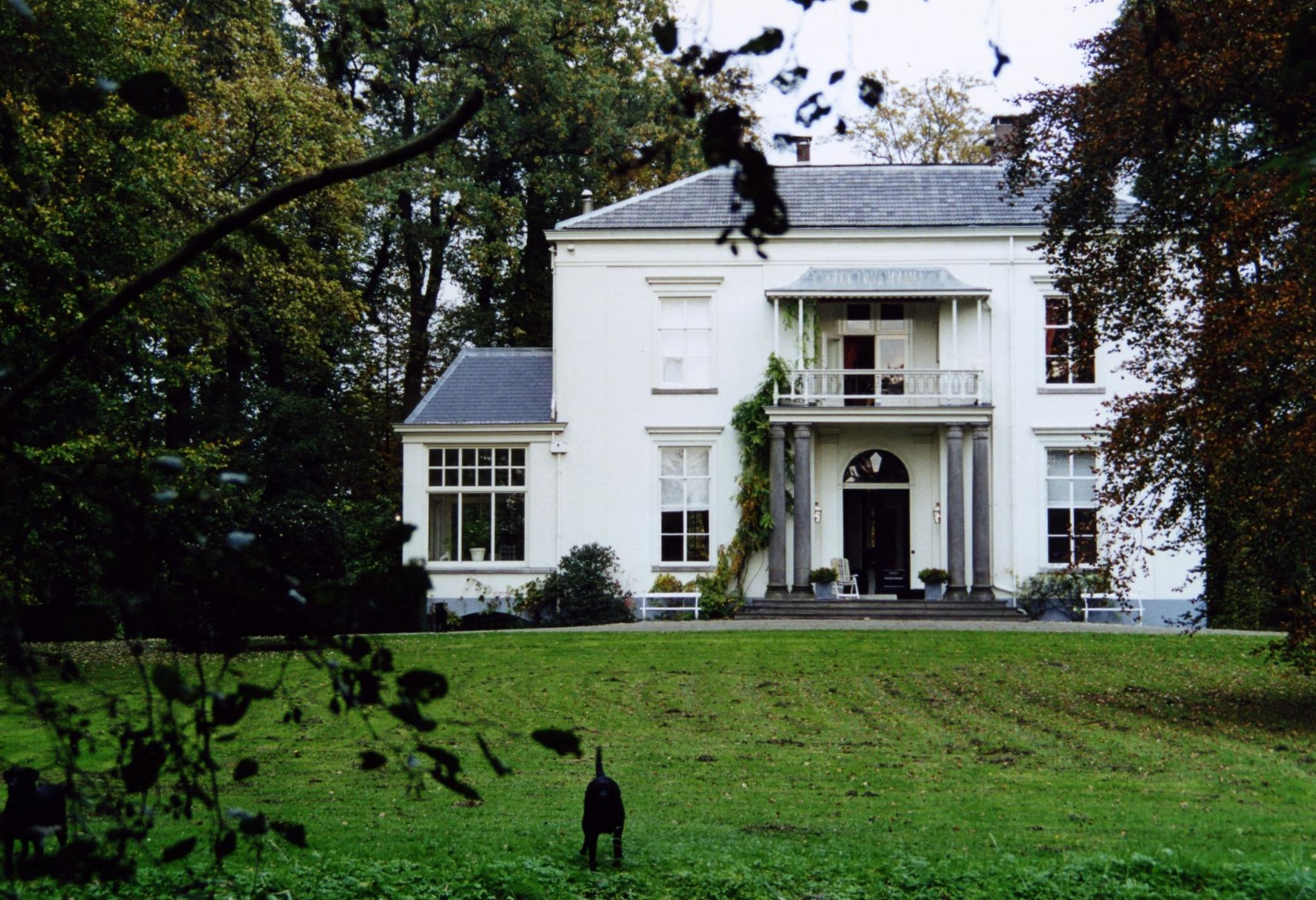
Ridderhofstad Blikkenburg

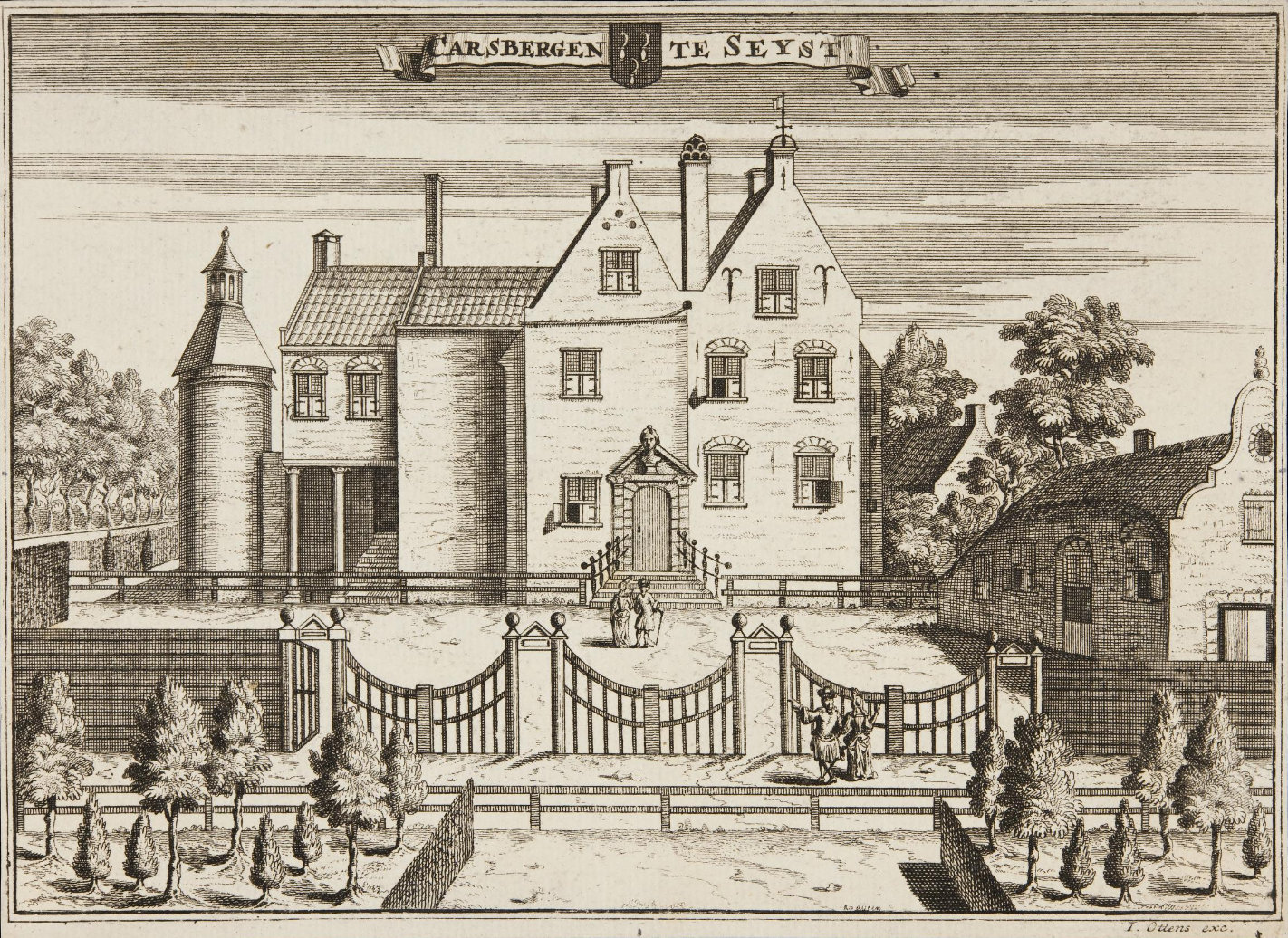
Ridderhofstad Kersbergen door Caspar Specht

De eerste generaties van het geslacht waren bestuurders van de stad of in de streken rond Utrecht. Daarnaast hadden telgen zitting in de Utrechtse ridderschap. Vanaf Joost Taets van Amerongen (1649-1735) kwam door huwelijk het eerste riddermatige goed in het geslacht, namelijk Natewisch.  Zijn zoon Leonard (1700-1736) zorgde door zijn huwelijk eveneens voor nieuwe heerlijkheden. Drie zonen van de laatste zorgden voor een splitsing in de takken Natewisch/Woudenberg, Renswoude en Schalkwijk.

### Takken Natewisch en Woudenberg

#### Geschiedenis
Joost Taets van Amerongen (1649-1735) trouwde in 1671 in eerste echt met Emerentia Geertruyd van Zuylen (-1689) die sinds 1664 vrouwe van Natewisch was, waarvan haar vader David heer was. Na haar overlijden werd haar weduwnaar in 1690 heer van Natewisch. Deze is in het geslacht gebleven maar in de 20e eeuw ondergebracht in een familiestichting. De tak Natewisch is in 2010 uitgestorven.
In 1791 ontstond een zijtak Woudenberg door de aankoop door kleinzoon Jan Anthony (sinds 1822:) baron Taets van Amerongen van Woudenberg (1769-1828) van de heerlijkheid Woudenberg die tot de 21e eeuw in het geslacht is gebleven.
Deze takken leverden bestuurders op lokaal en nationaal niveau, militairen en hofdienaren. Bovendien komt de chef de famille uit de tak Woudenberg.

#### Enkele telgen

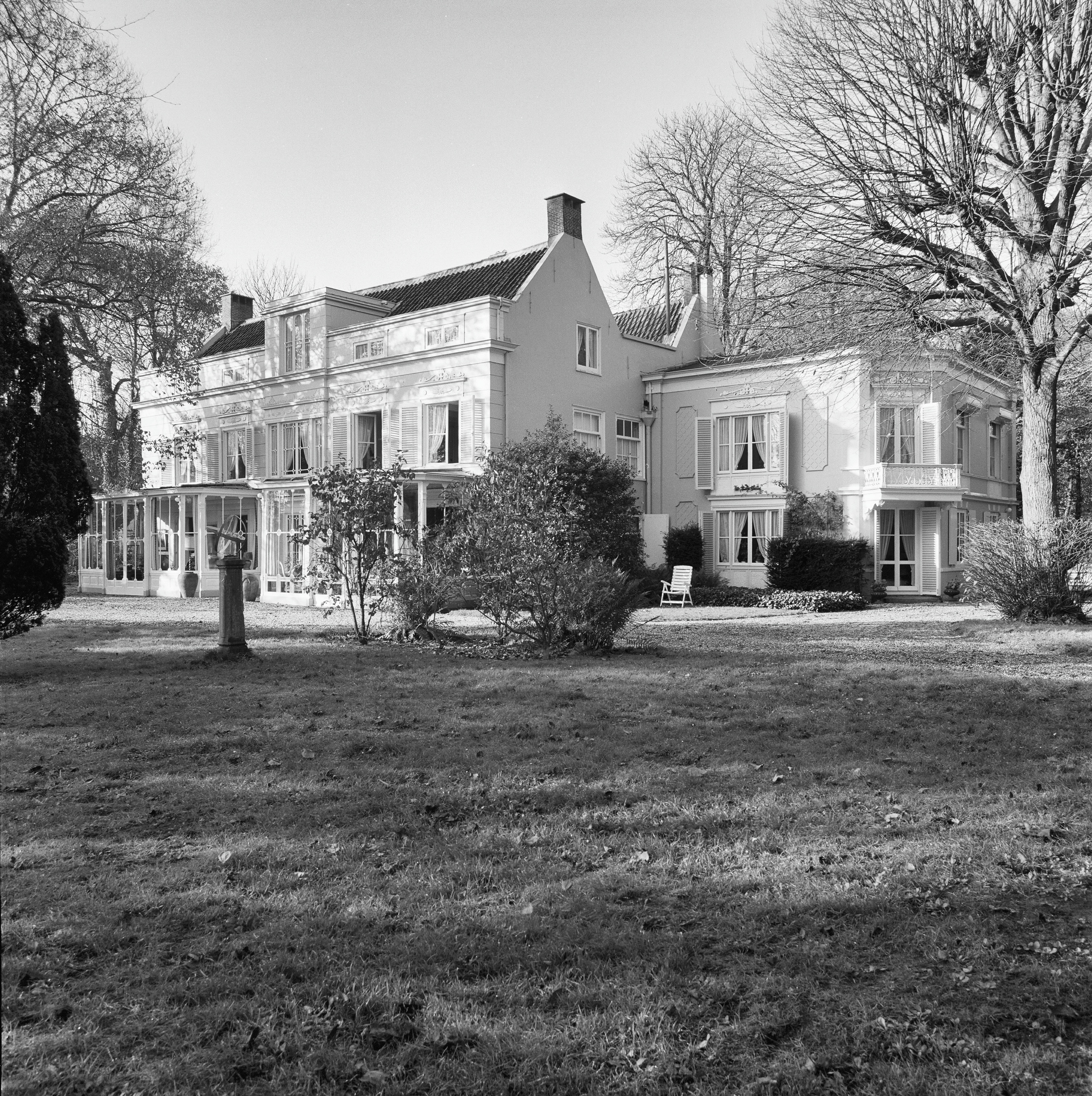
Huis Calorama

Leonard Taets van Amerongen (1700-1736), drost en raad ter admiraliteit; trouwde in 1725 met Maria Jacoba Pijnssen van der Aa, vrouwe van (sinds 1754) Renswoude, Emmikhuizen en Deil, en (sinds 1736) van Natewisch (1703-1766)
- Joost Taets van Amerongen tot Natewisch, heer (vanaf 1737) van Natewisch (1726-1791), onder andere hoofdschout van Amersfoort en gedeputeerde ter Generaliteitskamer en Raad van State
  - Gerrit Leonard Taets van Amerongen tot Natewisch, heer (vanaf 1791) van Natewisch (1762-1808), onder andere raad ter admiraliteit en maarschalk van het Nederkwartier van Utrecht
    - Mr. Joost baron Taets van Amerongen van Natewisch, heer van Natewisch 1802-1872), politicus en hoogheemraad
      - Gerrit Leonard Maximiliaan baron Taets van Amerongen van Natewisch, heer (vanaf 1872) van Natewisch (1837-1901), officier, hofdienaar en hofmaarschalk van koningin Wilhelmina

    - Pieter Hendrik baron Taets van Amerongen (1803-1873), officier en ritmeester, politicus
      - Pieter Hendrik baron Taets van Amerongen, heer (vanaf 1902) van Natewisch (1855-1942), burgemeester
        - Pieter Hendrik baron Taets van Amerongen, heer van Natewisch (1884-1946), directeur stoom- en scheepvaartmaatschappij
          - Cornelia Johanna barones Taets van Amerongen (1918-2010), laatste telg van de tak Natewisch; trouwde in 1945 met Herbert Gerard Veth (1920-1996), directeur ondernemingen
            - Cornelis Jan Frans (Jan) (geboren: Veth, sinds 1984:) Taets van Amerongen (1952), verkreeg bij Koninklijk Besluit, ondanks processen tot aan de Raad van State door de familie Taets van Amerongen, de geslachtsnaam van zijn moeder en streed voor het verkrijgen van de adellijke titel van baron via zijn moeder

  - Jan Anthony baron Taets van Amerongen van Woudenberg, heer van Woudenberg (1769-1828), onder andere lid van de Grote Vergadering van Notabelen (1814) en lid van de Raad van State, kamerheer; trouwde in 2e echt in 1807 met Jacoba Margaretha Harscamp, (door koop sinds 1818) vrouwe van Blikkenburg (1755-1827)
    - Joost baron Taets van Amerongen, heer (sinds 1830) van Woudenberg en (door koop in 1829 van zijn zwager) van Kersbergen (1792-1853), kamerheer
      - Hendrik Jacob baron Taets van Amerongen van Woudenberg, heer (sinds 1854) van Woudenberg (1822-1887), generaal-majoor, hofdienaar en chef van het Militair Huis van koning Willem III
        - Willem Hendrik baron Taets van Amerongen van Woudenberg, heer (sinds 1888) van Woudenberg (1862-1939), rentmeester kroondomein en hofdienaar
          - Louise Elisabeth Alexandra Ermgard barones Taets van Amerongen van Woudenberg, vrouwe van Woudenberg, Kamerik en de beide Houtdijken (1897-1977)

      - Jan Joost Carel baron Taets van Amerongen tot Woudenberg (1823-1895), officier
        - Johan baron Taets van Amerongen (1872-1937), employé suikerfabriek
          - Mr. Frank Aloysius Florent baron Taets van Amerongen, heer van Woudenberg (1911-1996), directeur onderneming en bewoner van kasteel Renswoude
            - Frank Carel Willem baron Taets van Amerongen (1949), directeur en mede-eigenaar onderneming in Zwitserland, chef de famille

        - Hendrik Theodore baron Taets van Amerongen (1876-1944), politie-opziener
          - Jan Joost Carel baron Taets van Amerongen (1904-1982), officier
            - Drs. Jan Joost Carel (Hans) baron Taets van Amerongen, heer van Woudenberg (1932-2009), conservator Centraal Museum te Utrecht, bewoner van kasteel Renswoude en beheerder van kasteel Amerongen
            - Françoise Theodora Cunegonda barones Taets van Amerongen (1939); trouwde in 1960 met jhr. drs. David Meinard Schorer, heer van Noordgouwe (1933), oud-diplomaat en bewoner van huis Mon Plaisir in Noordgouwe

        - Gerard Willem baron Taets van Amerongen tot Woudenberg (1883-1938), assuradeur
          - Cunegonda Jacoba barones Taets van Amerongen tot Woudenberg (1919-1996); trouwde in 1958 met Gerard Koudijs (1906-1982), officier en lid van de Tweede Kamer

    - Maria Isabella Anna Josine Charlotte barones Taets van Amerongen, vrouwe (1829-1851) van Blikkenburg; trouwde in 1820 met jhr. Jan Elias Huydecoper, heer van Kersbergen en Zeist (1798-1865) waarna Blikkenburg overging naar het geslacht Huydecoper om in 1950 door aankoop weer terug te keren in het geslacht Taets van Amerongen

### Tak Renswoude

#### Geschiedenis

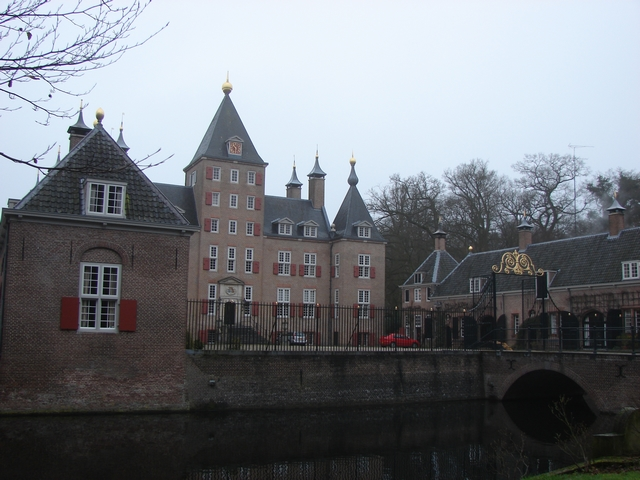
Kasteel Renswoude

Deze tak ontstond nadat Maria Jacoba Pijnssen van der Aa, vrouwe van (sinds 1754) Renswoude, Emmikhuizen en Deil, en (sinds 1736) van Natewisch (1703-1766), in 1725 getrouwd met Leonard Taets van Amerongen (1700-1736), door erfenis het kasteel Renswoude ontving na het overlijden van Maria Duyst van Voorhout (1662-1754); nadien is het kasteel in het geslacht gebleven na vererving op een jongere zoon van dit echtpaar, in de 20e eeuw ondergebracht in een stichting.
Deze tak leverde verschillende burgemeesters en provinciale bestuurders. Er leven sinds 2020 alleen nog afstammelingen in Argentinië.

#### Enkele telgen
Leonard Taets van Amerongen (1700-1736), drost en raad ter admiraliteit; trouwde in 1725 met Maria Jacoba Pijnssen van der Aa, vrouwe van (sinds 1754) Renswoude, Emmikhuizen en Deil, en (sinds 1736) van Natewisch (1703-1766)
- Gerard Maximiliaan Taets van Amerongen, heer (sinds 1769) van Renswoude, Emmikhuizen en Deil (1727-1788), onder andere raad ter admiraliteit
  - Joost Gerard Godard baron Taets van Amerongen van Renswoude, heer van Renswoude, Emmikhuizen en Deil (1769-1850), kwartierdrost, lid van Provinciale en Gedeputeerde Staten van Utrecht, kamerheer
    - Sophia Johanna Justina barones Taets van Amerongen (1817-1861); trouwde in 1843 met mr. Willem baron van Heeckeren van Kell, heer van Ruurlo, Bingerden en Kell (1815-1914), burgemeester en minister
    - Mr. Maximiliaan Jacob Leonard baron Taets van Amerongen van Renswoude, heer van Renswoude, Emmikhuizen en Deil (1821-1901), burgemeester van Renswoude en kamerheer
      - Jan Karel baron Taets van Amerongen van Renswoude, heer van Renswoude, Emmikhuizen en Deil (1852-1922), burgemeester van Renswoude
        - Maximiliaan Jacob Leonard baron Taets van Amerongen van Renswoude, heer van Renswoude, Emmikhuizen en Deil (1882-1958), burgemeester van Renswoude
        - Joost Gerard Godart baron Taets van Amerongen van Renswoude, heer (sinds 1950) van Blikkenburg (1884-1978), directeur Centraal Landgoederenbureau
          - Hendrik Maximiliaan (Henk) baron Taets van Amerongen van Renswoude (1933-2015), lid pachtkamer, erfde huis Calorama van zijn moeder dat hij uitbreidde en renoveerde

        - Cornelie Henriette barones Taets van Amerongen van Renswoude (1889-1987); trouwde in 1921 met jhr. Hendrik van den Bosch (1881-1953), burgemeester
        - Willem Hendrik baron Taets van Amerongen van Renswoude (1895-1985), burgemeester

### Tak  Schalkwijk

#### Geschiedenis

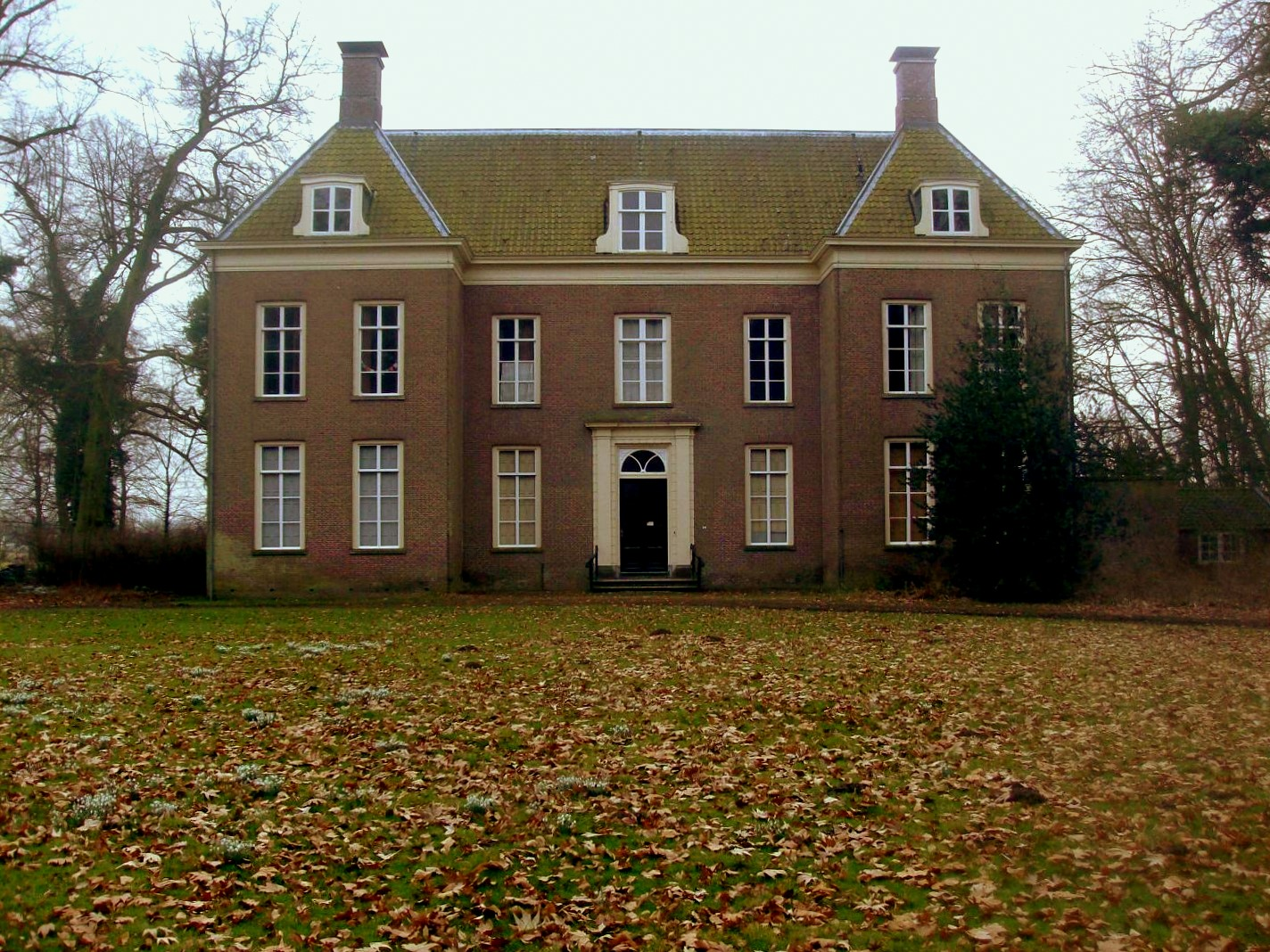
Oud-Amelisweerd

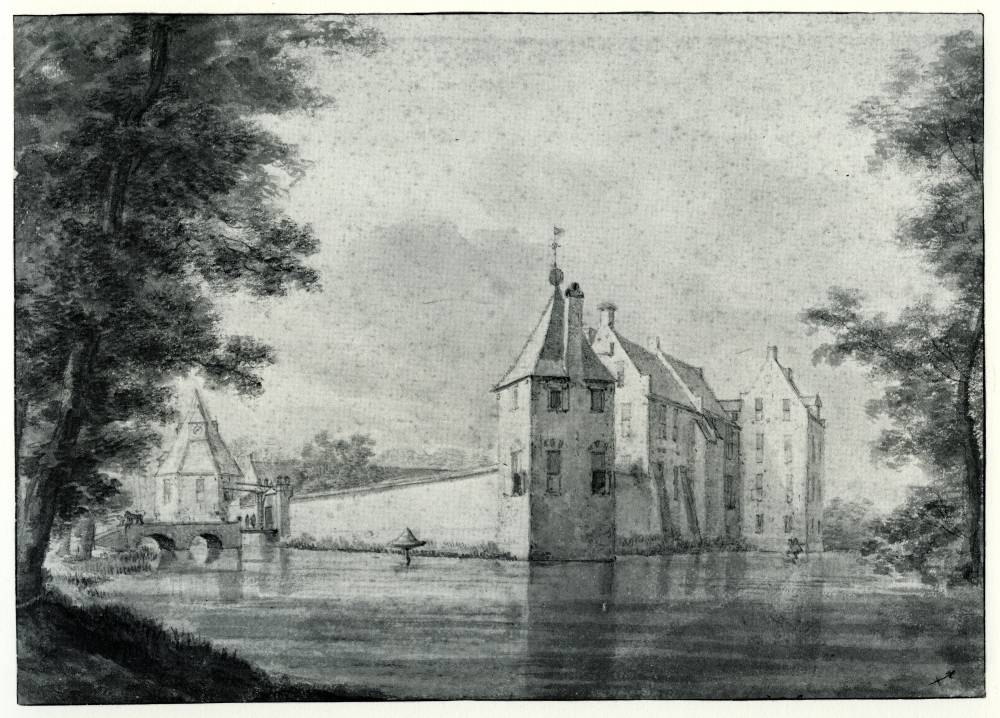
Kasteel Schalkwijk door Roelant Roghman

Deze tak ontstond nadat de zoon van de derde broer van het echtpaar Taets van Amerongen-Pijnssen van der Aa in 1774 heer werd van Schalkwijk. Deze tak was tussen 1761 en 1808 ook in het bezit van huis Oud-Amelisweerd. Deze tak leverde behalve bestuurders ook hofdienaars op, ook in het Duitse rijk waar een van de telgen in 1833 werd opgenomen in de Badense Freiherrenstand; met zijn enige dochter stierf deze Badense tak in 1909 uit. De Nederlandse tak stierf in 1986 uit.

#### Enkele telgen
Leonard Taets van Amerongen (1700-1736), drost en raad ter admiraliteit
- Gerard Godard Taets van Amerongen, heer (1761-) van Oud-Amelisweerd (1729-1804), maarschalk van het Nederkwartier van Utrecht
  - Jhr. dr. Gerard Arnoud Taets van Amerongen, heer (1774-1811) van Schalkwijk en (1806-1808) van Oud-Amelisweerd (1754-1832), bewindhebber van de VOC en de WIC
    - Arnoud Joost baron Taets van Amerongen (1777-1827), kamerheer
      - Mr. Willem John Peter baron Taets van Amerongen (1811-1882), kamerheer
        - Joost Godart baron Taets van Amerongen (1839-1869), officier
          - Joost William Jan baron Taets van Amerongen (1866-1935), burgemeester en kamerheer

    - François Everard Cornelis Pieter baron Taets van Amerongen, heer (1811-1813) van Schalkwijk (1779-1856)
    - Jhr. Gerard Maximiliaan (1833: Badens Freiherr) Taets van Amerongen (1782-1855), adjudant van groothertog Lodewijk I van Hessen-Darmstadt en generaal der cavalerie in Hessische dienst